# 1525 na arte

## Nascimentos
| Data | Nome              | Profissão         | Nacionalidade | Observações | Ref |
| ---- | ----------------- | ----------------- | ------------- | ----------- | --- |
| ??   | Francisco Venegas | pintor maneirista | Espanha       | m. 1594     |     |

## Mortes
| Data | Nome                 | Profissão | Nacionalidade                                      | Observações | Ref |
| ---- | -------------------- | --------- | -------------------------------------------------- | ----------- | --- |
| ??   | Franciabigio         | pintor    | Sacro Império Romano-Germânico (Itália - Florença) | n. 1482     |     |
| ??   | Boccaccio Boccaccino | pintor    | Sacro Império Romano-Germânico (Itália - Ferrara)  | n. 1467     |     |